# 글로벌팟
글로벌팟은 미국의 게임회사 블리자드 엔터테인먼트에서 출시한 월드 오브 워크래프트에서 사용되는 온라인 게임 용어이다. 본래 월드 오브 워크래프트의 업데이트 관련으로 열리는 특별 이벤트인 글로벌 파티(Global Party)를 뜻하지만, 인게임 모드에서는 타 서버 유저간 파티를 맺어 플레이하는 형태인 글로벌팟(Global Pod)을 의미하는 단어로도 많이 활용된다.

## 상세

### 글로벌팟(Global Pod)
월드 오브 워크래프트 각기 다른 서버 유저간 파티를 맺어 게임을 플레이하는 형태를 뜻하고, 이는 게임 커뮤니테이서 형성되는 소모임의 개념을 Pod로 부르는 것에서 유래가 되었다. 인게임 모드에서 단축기 i를 입력한 뒤 공격대 - 던전찾기 파티  구성하기에서 타 서버 유저와의 파티로 진행이 가능하다.

### 글로벌 파티(Global Party)
월드 오브 워크래프트 업데이트(확장팩 출시), 특별 이벤트 또는 팬 커뮤니티가 주최하는 온라인/오프라인 행사를 말하며 보통 다음과 같은 형태로 개최된다.
- 확장팩 출시 이벤트: 블리자드 엔터테인먼트는 새로운 확장팩이 출시될 때 글로벌 플레이어들을 위하여 스트리밍, 인게임 이벤트, 경품 행사 등 이벤트를 개최한다.
- 블리즈컨(BlizzCon): 블리자드 엔터테인먼트에서 개최하는 공식 행사로, 전 세계 유저들이 참여하여 게임 업데이트, e스포츠, 개발자 Q&A 등을 즐길 수 있는 글로벌 이벤트이다. 최근에는 온라인 형식의 "BlizzConline"으로 개최되었다.
- 커뮤니티 주최 행사: 월드 오브 워크래프트 커뮤니티(길드, 스트리머)에서 글로벌 유저간의 교류를 목적으로 주최하는 온라인 파티(디스코드, 트위치 등)를 뜻한다. PvP 토너먼트, 레이드 경연, 코스프레 콘테스트 등이 포함된다.

글로벌 파티는 블리자드 엔터테인먼트 공식 사이트나 SNS 채널을 통해 공지되며, 이벤트 성격에 따라 관련 게임 커뮤니티 또는 스트리머를 통해 오픈되는 경우도 있다.